# Сёнэн-ай

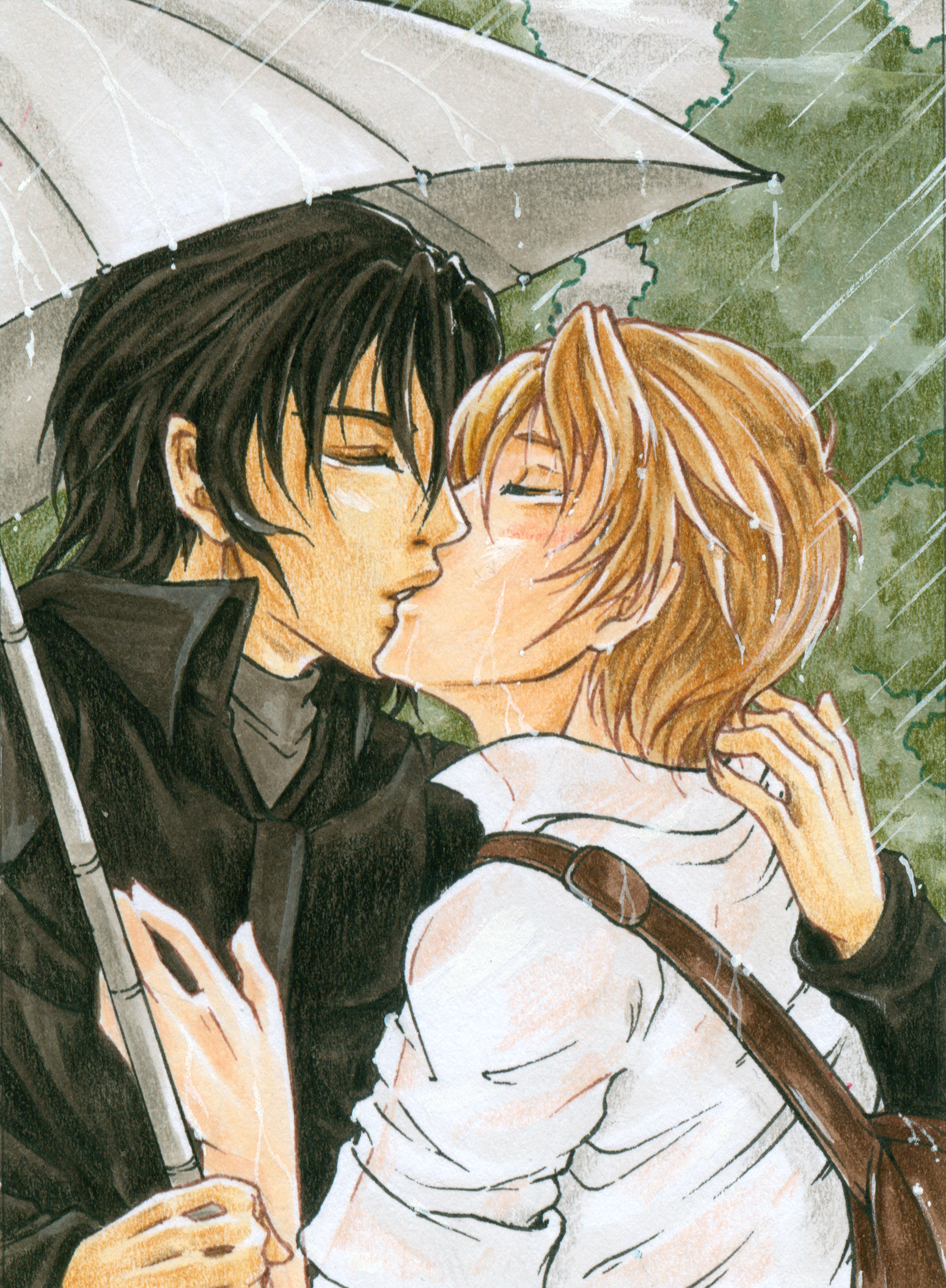
Пример иллюстрации из сёнэн-ай

Сёнэн-ай (яп. 少年愛 юношеская любовь) — разновидность аниме и манги, поджанр сёдзё, посвящённый идеализированной любви между юношами или мужчинами, для которого целевой аудиторией являются женщины. Фокусируется на романтических отношениях, а не сексуальных.

## История
В 1970-х годах сёдзё-мангаки начали эксперименты с полом героев. Сначала это были произведения, где героиня переодевается и ведёт себя как мужчина, такие как The Rose of Versailles. Затем появились истории о юношах The Heart of Thomas и Kaze to Ki no Uta, задавшие тон для жанра: полные отчаяния истории о запретной любви в европейском сеттинге. Они публиковались изначально в журналах вместе с другой сёдзё-мангой, но вскоре появились специальные журналы, первым из которых стал June. Эти ранние работы фокусировались на красоте и трагедии, делавшей эту красоту ещё более ускользающей. Хотя часто всплывали тёмные темы, такие как изнасилования и самоубийства, фокус был не на реалистичном отображении гомосексуализма и гомофобии, а на идеализированной любви и психологических темах, таких как конфликт духа и плоти.
Подобная эстетика угасла в 1980-х, чтобы возродиться в самопародии и любительских комиксах, получивших название «яой». В конце 1980-х жанр снова вернулся в профессиональные круги вместе с нежной научно-фантастической историей Earthian и дилогией Zetsuai, перенесшей место действией в современность и подвергнувшей персонажей множеству испытаний. Zetsuai стала одна из величайших икон жанра сёнэн-ай, а её главные герои — Кодзи и Идзуми — «Ромео и Джульеттой» для него. В 1990-х развернулся бум журналов сёнэн-ай и установилась современная форма жанра.
В современной Японии термин «сёнэн-ай» обычно используется только в отношении ранних работ в жанре, опубликованных в 1970-х годах. Для современных работ его вытеснил англоязычный термин Boys' Love, тогда как «яой» обозначает в основном додзинси о гомосексуальных отношениях персонажей существующих произведений других жанров. За пределами Японии «сёнэн-ай» вытесняется термином «яой» как среди фанатов, так и среди издателей.